# Quyên góp

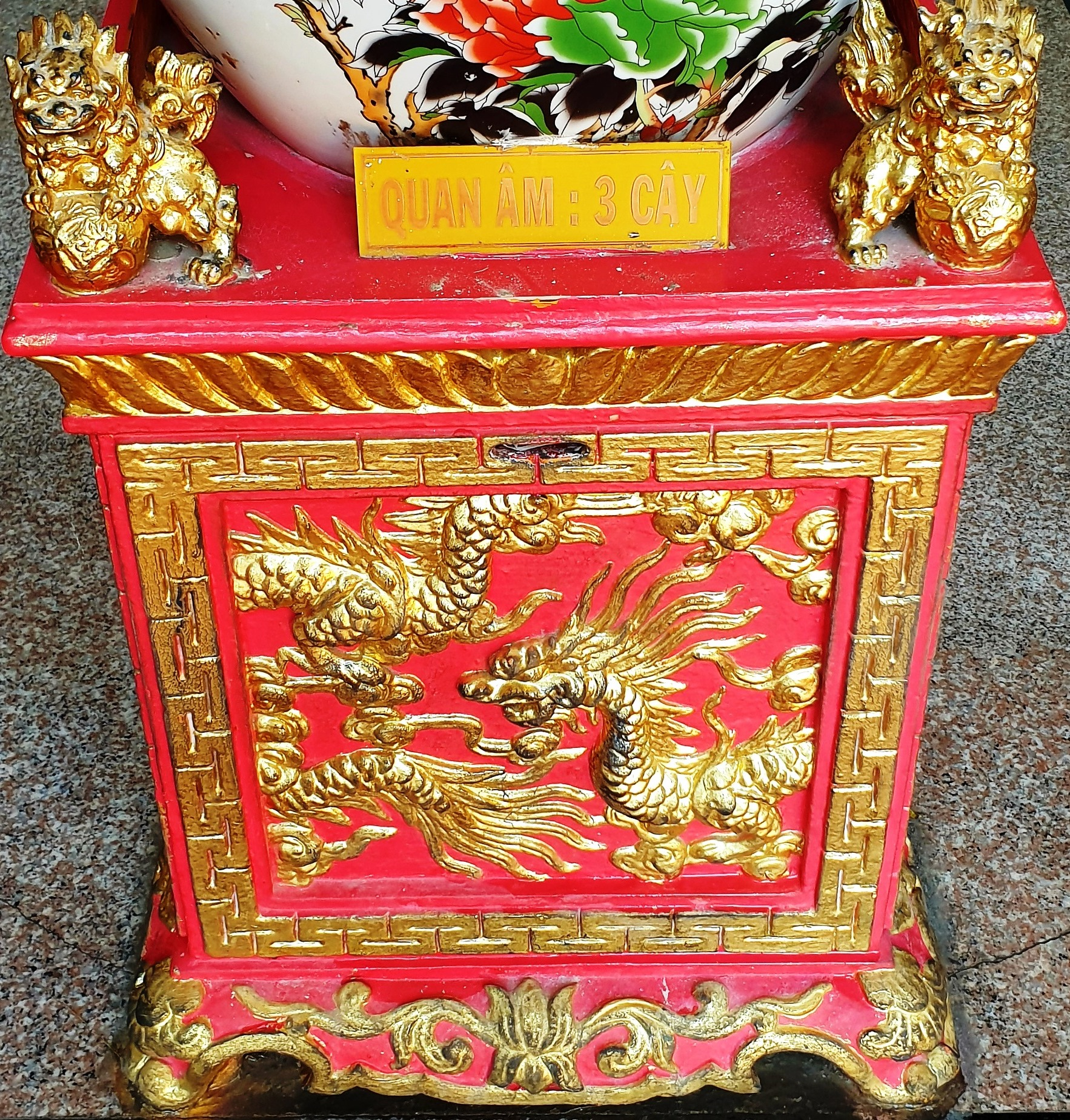
Hòm công đức là một hình thức quyên góp thường thấy ở các chùa, miếu ở Việt Nam

Quyên góp (tiếng Anh: donation) là sự ủng hộ về vật chất một cách tự nguyện thường thông qua vận động, kêu gọi, thuyết phục, với mục đích thiện nguyện hoặc là sự ủng hộ để đạt được mục đích nào đó. Trong tiếng Anh, donate là một món quà được cho bởi một người nào đó hoặc theo tính pháp lý của người đó, chủ yếu vì mục đích từ thiện. Quyên góp có nhiều hình thức, bao gồm tiền mặt, của bố thí, dịch vụ, sản phẩm mới hay đã qua sử dụng như quần áo, đồ chơi, thực phẩm, và phương tiện đi lại. Đôi khi người ta quyên góp hàng cứu trợ, vật dụng cá nhân, thuốc y tế, máu, nội tạng,... trong các trường hợp khẩn cấp.